# Halanonchus renatus
Halanonchus renatus is een rondwormensoort uit de familie van de Trefusiidae. De wetenschappelijke naam van de soort is voor het eerst geldig gepubliceerd in 1961 door Timm.